# Emoia tuitarere
Espèce
Statut de conservation UICN

 VU D2 : Vulnérable
Emoia tuitarere est une espèce de sauriens de la famille des Scincidae.

## Distribution
Cette espèce est endémique de l'île de Rarotonga aux îles Cook.

## Étymologie
Le nom spécifique tuitarere vient du maori des îles Cook tuitarere, le vagabond, le pèlerin, l'étranger, en référence à la possible arrivée récente de ce saurien.

## Publication originale
- Zug, Hamilton & Austin, 2011 : A new Emoia samoensis group lizard (Squamata: Scincidae) from the Cook Islands, South-central Pacific. Zootaxa, no 2765, p. 47–57.